# Pinellia pedatisecta
Pinellia pedatisecta är en kallaväxtart som beskrevs av Heinrich Wilhelm Schott. Pinellia pedatisecta ingår i släktet Pinellia och familjen kallaväxter. Inga underarter finns listade.

## Bildgalleri

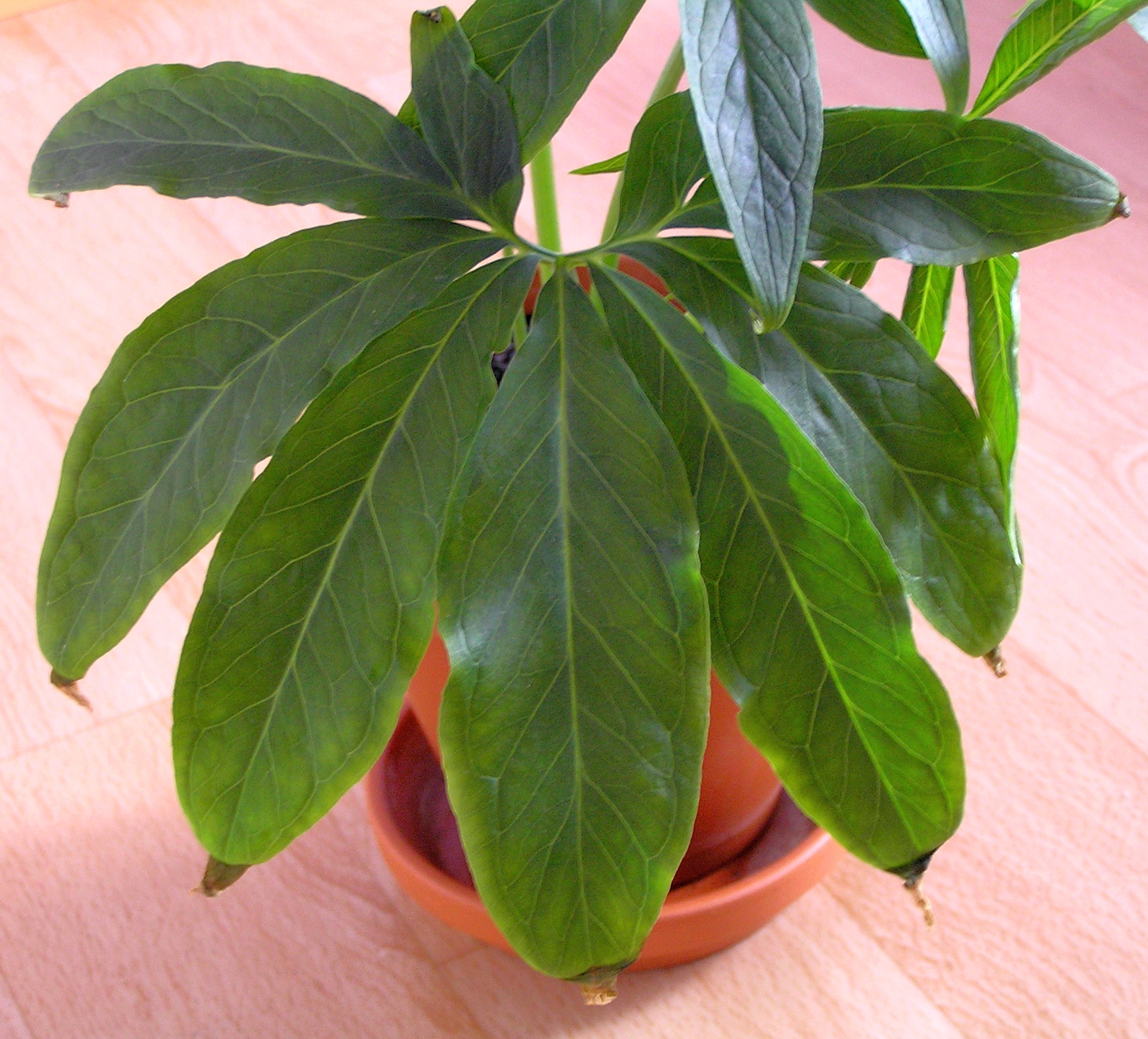